# Tùng xẻo gia súc
Tùng xẻo gia súc (còn gọi là hiện tượng xẻo thịt trâu bò và gia súc chết không rõ nguyên nhân) là những vụ giết hại hoặc xẻo thịt gia súc trong tình trạng bất thường và không đổ một giọt máu nào cả. Trên toàn thế giới, cừu, ngựa, dê, lợn, thỏ, mèo, chó, bò rừng, hươu và nai sừng tấm đã được báo cáo là bị cắt xẻo với những vết mổ xẻ không dính máu tương tự; thường là tai, nhãn cầu, thịt hàm, lưỡi, hạch bạch huyết, bộ phận sinh dục và trực tràng bị cắt bỏ.
Kể từ những báo cáo đầu tiên về hiện tượng tùng xẻo động vật, nhiều lời giải thích khác nhau đã được đưa ra, từ sự phân hủy tự nhiên và những vụ săn mồi thông thường cho đến thuyết âm mưu về hoạt động ngầm của các giáo phái cuồng tín và cơ quan chính phủ và quân đội, rồi một loạt suy đoán về những loài thú săn mồi bí ẩn (như chupacabra) và người ngoài hành tinh. Các vụ tùng xẻo gia súc này từng một thời là chủ đề của hai cuộc điều tra liên bang độc lập ngay tại nước Mỹ.

## Lịch sử
Vụ bùng phát gia súc chết không rõ nguyên nhân được ghi nhận sớm nhất đã xảy ra vào đầu năm 1606 "...về thành phố Luân Đôn và một số quận liền kề. Toàn bộ đàn cừu đều bị giết hại, ở một số nơi lên đến 100 con, ở những nơi khác ít hơn, chẳng có gì khác bị xẻ thịt từ những con cừu ngoại trừ phần mỡ động vật và một số bộ phận bên trong của chúng, chỉ còn sót lại toàn bộ thân thịt và lông cừu. Hiện tượng kỳ lạ này được ghi nhận trong hồ sơ chính thức của Tòa án vua James I của Anh. Charles Fort đã thu thập nhiều câu chuyện kể về các vụ tùng xẻo gia súc xảy ra ở nước Anh hồi cuối thế kỷ 19 và đầu thế kỷ 20. Nhà nghiên cứu John A. Keel đã đề cập đến việc điều tra các trường hợp xẻo thịt động vật vào năm 1966 (cùng với Ivan T. Sanderson) được báo cáo ở Thung lũng sông Thượng Ohio, xung quanh Gallipolis, Ohio.
Hiện tượng này hầu như không được biết đến bên ngoài các cộng đồng chăn nuôi gia súc cho đến năm 1967 khi tờ nhật báo Pueblo Chieftain ở Pueblo, Colorado, công bố câu chuyện về một con ngựa tên là Lady sống gần Alamosa, Colorado, bị giết hại và xẻo thịt một cách đầy bí ẩn. Tin này được báo chí đăng lại rộng rãi hơn và phát hành trên toàn quốc; trường hợp này là vụ việc đầu tiên đưa ra suy đoán rằng người ngoài hành tinh và UFO có liên quan đến vụ tùng xẻo này.
Thượng nghị sĩ Floyd K. Haskell đã liên lạc với FBI đề nghị giúp đỡ vào năm 1975 do lo ngại của công chúng về vấn đề này. Ông tuyên bố đã có 130 vụ tùng xẻo chỉ riêng ở Colorado, và các báo cáo khác ở chín tiểu bang. Một báo cáo của FBI năm 1979 chỉ ra rằng, theo điều tra của Cảnh sát Tiểu bang New Mexico, ước tính đã có khoảng 8.000 vụ tùng xẻo ở Colorado, gây thiệt hại khoảng 1.000.000 đô la.
Tháng 5 năm 2001, 200 con dê đã bị xẻo thịt ở quận Panggang huyện Gunung Kidul, Yogyakarta, Indonesia.
Nhiều trường hợp bị tùng xẻo được trình báo trên toàn thế giới kể từ biến cố Snippy năm 1967, chủ yếu là ở châu Mỹ và Úc. Tại Nam Mỹ, ước tính có khoảng 3.500 vụ việc đã xảy ra kể từ năm 2002, với khoảng 400 trường hợp được báo cáo. Các nhà điều tra hiện tượng tùng xẻo gia súc khẳng định rằng một số lượng lớn các trường hợp không bao giờ được báo cáo cho chính quyền, có lẽ không quá 1/10.
Vào mùa hè năm 2019, năm con bò đực đã bị xẻo thịt diễn ra tại Trang trại Thung lũng Silvies ở Oregon. Người ta ước tính rằng mỗi con bò đực 2.000 pound trị giá 6.000 đô la Mỹ. FBI không đưa ra bình luận nào về việc có điều tra hay không về trường hợp cụ thể này nhưng Trang trại Thung lũng Silvies bèn trao phần thưởng 25.000 đô la cho bất cứ ai cung cấp thông tin về chủ đề này.

## Giải thích
Trong bài báo năm 1997 có tựa đề “Dead Cows I've Known”, nhà nghiên cứu tùng xẻo gia súc Charles T. Oliphant suy đoán hiện tượng này là kết quả từ nghiên cứu bí mật về các bệnh gia súc mới nổi và khả năng chúng có thể lây truyền sang người.
Ngoài ra, một báo cáo năm 2002 của Viện Khoa học Khám phá Quốc gia liên quan đến lời khai nhân chứng của hai sĩ quan cảnh sát quận Cache, Utah. Khu vực này đã chứng kiến nhiều vụ gia súc chết bất thường, và các chủ trang trại bèn tổ chức những cuộc tuần tra vũ trang nhằm giám sát chiếc máy bay không dấu mà họ cho là có liên quan đến cái chết của bầy gia súc. Cảnh sát làm chứng khai rằng họ có gặp một số nhân viên trên một chiếc trực thăng không dấu của Lục quân Mỹ vào năm 1976 tại một sân bay cộng đồng nhỏ ở quận Cache. Họ khẳng định rằng sau cuộc chạm trán nảy lửa này, nạn tùng xẻo gia súc trong khu vực đã chấm dứt trong khoảng 5 năm.
Nhà hóa sinh Colm Kelleher, từng trực tiếp điều tra một số vết cắt có chủ đích, lập luận rằng những vết cắt đó rất có thể là một nỗ lực bí mật của chính phủ Mỹ nhằm theo dõi sự lây lan của bệnh bò điên và các chứng bệnh liên quan, chẳng hạn như bệnh ngứa điên của cừu và dê (scrapie).
Năm 1974, vài tháng sau khi xảy ra vụ tùng xẻo đầu tiên ở Mỹ, nhiều nông dân ở bang Nebraska tuyên bố đã tận mắt chứng kiến UFO vào những đêm gia súc của họ bị sát hại. Một người kể lại rằng anh ta bỗng dưng nhìn thấy một vật thể "trông như thể nó có một chút ánh sáng xanh lục ở mỗi bên với một vầng sáng quanh đấy." Giới nghiên cứu UFO ca ngợi những cảnh tượng này là bằng chứng vật lý đầu tiên về sự sống ngoài Trái Đất.
Cùng thời điểm với các báo cáo UFO đang được nộp lên cơ quan thực thi pháp luật, phần lớn chủ trang trại cho biết họ đã nhìn thấy máy bay trực thăng đen quanh quẩn cánh đồng của mình, trùng hợp với những vụ tùng xẻo gia súc. Dù ban đầu một số người nghĩ rằng đây là do những người chăn nuôi gia súc bày trò, nhưng sự nghi ngờ đã sớm chuyển sang một chiến dịch quân sự đang diễn ra ở vùng Fort Riley, Kansas. Đến năm 1975, vấn đề này trở nên phổ biến đến mức một số chủ trang trại đã thành lập các nhóm cảnh vệ có vũ trang tuần tra vùng đất của họ vào ban đêm. Giới chức trách địa phương đã phải dán tờ thông báo ở Colorado kêu gọi các chủ trang trại không bắn vào máy bay trực thăng khảo sát của họ.
Tháng 7 năm 1975, phóng viên Dane Edwards của tờ Brush Banner đã đăng một câu chuyện về vụ tùng xẻo gia súc và bắt đầu điều tra giả thuyết rằng đây là hoạt động của một giáo phái bí ẩn nào đó. Tuy vậy, hiện tượng gia súc bị xẻo thịt một cách ngẫu nhiên bởi những kẻ tà đạo riêng lẻ, giả thuyết giáo phái  cho rằng tùng xẻo gia súc là hành động phối hợp của nghi lễ hiến tế do các nhóm tôn giáo có tổ chức thực hiện. Khi nguồn gốc của thuyết giáo phái được truy tìm từ một tù nhân liên bang và khó xác định được là thành viên giáo phái nào là kẻ chủ mưu, các chủ trang trại và cơ quan thực thi pháp luật bắt đầu tìm kiếm những lời giải thích khác.
Edwards nêu lên một giả thuyết khác là chính phủ đang thử nghiệm các bộ phận của gia súc để phát triển vũ khí sinh học đem ra sử dụng ở Việt Nam, anh ta còn đi xa hơn đến mức viết thư gửi cho Thượng nghị sĩ Colorado Floyd K. Haskell trong cuộc điều tra của Haskell hòng buộc tội các đặc vụ đe dọa ông ta phải im lặng trước diễn biến vụ việc.
Vào tháng 10, Edwards đã trả lời phỏng vấn của tờ Gazette (Colorado Springs Gazette Telegraph), công bố một giả thuyết rằng thực ra đây là dự án của chính phủ đứng đằng sau các vụ tùng xẻo gia súc. Anh bày tỏ sự thất vọng về việc FBI sẽ không can dự và cho biết mình dự định viết một cuốn sách giải thích "cách dự án được hình thành". Ngay sau đó, anh ta bị Gazette sa thải và biến mất một cách bí ẩn. Ngày 5 tháng 12 năm 1975, vợ của Edwards tới sở cảnh sát trình báo chồng cô mất tích.
Edwards tình cờ xuất hiện trở lại vào thập niên 1990. Anh ta đã lấy một cái tên mới là Tiến sĩ David Ellsworth, và đứng ra thành lập một chương trình giảng dạy bằng tiếng Anh được nhiều trường đại học liên bang ở Mexico áp dụng.